# Gabriel Gustafson

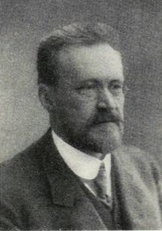
Gabriel Gustafson

Gabriel Adolf Gustafson, född 8 augusti 1853 i Visby, död 16 april 1915 i Oslo, var en svensk arkeolog som är mest känd för att han ledde undersökningen av Osebergsskeppet.
Efter flera år av utgrävningar på Gotland (bland annat på järnåldersgravfältet Barshalder 1881-82) och i Bohuslän var Gustafson 1881-89 amanuens vid Uppsala universitets museum för nordiska fornsaker. 1889 tog han examen vid Uppsala universitet. 1889-1900 arbetade han som konservator vid arkeologiska avdelningen vid Bergens Museum i Norge. 1900 blev han chef för Oldsaksamlingen i Oslo och professor i arkeologi i samma stad.
På sin 50-årsdag 1903 fick Gustafson besök av en lantbrukare som gav honom något som kallats den bästa födelsedagspresent en arkeolog någonsin fått: upplysningen att ett vikingaskepp börjat titta fram vid grävning i en gravhög på gården Oseberg i Vestfold. Åren 1904-05 grävde Gustafson, tillsammans med Haakon Shetelig, ut det välbevarade vikingaskeppet med dess fantastiska träsniderier. 1907 blev han filosofie hedersdoktor i Uppsala.
Bland Gustafsons verk märks främst Norges Oldtid (1906). Han är begravd på Östra kyrkogården i Visby.